# Klagstorp
Klagstorp – miejscowość (tätort) w Szwecji, w regionie administracyjnym (län) Skania, w gminie Trelleborg.
Według danych Szwedzkiego Urzędu Statystycznego liczba ludności wyniosła: 548 (31 grudnia 2015), 573 (31 grudnia 2018) i 596 (31 grudnia 2019).